# 소닉 익스트림
소닉 익스트림(Sonic Extreme)은 소닉 라이더즈의 초기 버전으로, 소닉 더 헤지호그와 섀도 더 헤지호그가 등장하는 취소된 게임이다. 세가의 소닉 더 헤지호그 시리즈의 스핀오프로 제안된 소닉 익스트림은 토니 호크의 프로 스케이터에 비유되는 게임 플레이와 함께 그린 힐 존(Green Hill Zone)을 테마로 한 오픈 월드에서 호버보드를 탄 소닉과  섀도우가 등장한다. 열쇠와 카오스 에메랄드를 찾는 것을 포함하여, 다른 플레이어와 싸우거나 경주하는 세 가지 게임 플레이 모드를 특징으로 한다. 비전 스케이프(Vision Scape)는 소닉 히어로즈(2003)의 컷신을 만드는 동안 프로토타입을 만들었다. 게임큐브 및 플레이스테이션 2로 포팅할 목적으로 엑스박스에서 개발되었다. 프로토타입은 렌더웨어(RenderWare) 게임 엔진과 이전 비전 스케이프 및 소닉 게임의 자산을 사용하여 조합되었다.